# كونية (إيطاليا)
كُونِيَة أو (نقحرة: كُونِيُو) (بالإيطالية: Cuneo)‏، مدينة تقع شمال غرب إيطاليا، وهي عاصمة مقاطعة كُونِيَة، في إقليم بيمُنتة. بنيت عام 1198 على مرتفع منبسط على شكل مثلث، في سهلٍ حيث يلتقي نهر ستورا دي ديمونتي ووادي جسو على مشارف جبال الألب البحرية. فيها مطار، وعدد سكانها 54.817 نسمة.

## السكان
في سنة 1861 بلغ عدد السكان 22٬731 نسمة، وتطور العدد ليصل في سنة 2011 لـ 55٬013 نسمة.
يظهر هذا المخطط البياني تطور النمو السكاني لـ كُونِية

## الطقس
مناخ المدنية شبه قاري معتدل، بارد شتاءً وحار وجاف صيفاً. تقع المدينة على ارتفع حوالي 500 متر فوق مستوى سطح البحر، ما يساعد على جعل الصيف محتملاً. أكثر الأشهر حرارة هو تموز (يوليو) حيث يبلغ معدل الحرارة 21.6 درجة مئوية. أما الشهر الأكثر برودة فكانون الثاني (يناير) ومعدل الحرارة فيه 1.7 درجات. معدل هطول الأمطار السنوي 950 ملم تتوزع على 81 يوماً.
تهطل الثلوج على المرتفعات غالباً.
| البيانات المناخية لـكونيو         | البيانات المناخية لـكونيو | البيانات المناخية لـكونيو | البيانات المناخية لـكونيو | البيانات المناخية لـكونيو | البيانات المناخية لـكونيو | البيانات المناخية لـكونيو | البيانات المناخية لـكونيو | البيانات المناخية لـكونيو | البيانات المناخية لـكونيو | البيانات المناخية لـكونيو | البيانات المناخية لـكونيو | البيانات المناخية لـكونيو | البيانات المناخية لـكونيو |
| الشهر                             | يناير                     | فبراير                    | مارس                      | أبريل                     | مايو                      | يونيو                     | يوليو                     | أغسطس                     | سبتمبر                    | أكتوبر                    | نوفمبر                    | ديسمبر                    | المعدل السنوي             |
| --------------------------------- | ------------------------- | ------------------------- | ------------------------- | ------------------------- | ------------------------- | ------------------------- | ------------------------- | ------------------------- | ------------------------- | ------------------------- | ------------------------- | ------------------------- | ------------------------- |
| متوسط درجة الحرارة الكبرى °م (°ف) | 5.3 (41.5)                | 7.0 (44.6)                | 10.9 (51.6)               | 14.7 (58.5)               | 19.1 (66.4)               | 23.6 (74.5)               | 26.6 (79.9)               | 25.4 (77.7)               | 21.5 (70.7)               | 15.4 (59.7)               | 9.6 (49.3)                | 6.3 (43.3)                | 15.5 (59.8)               |
| المتوسط اليومي °م (°ف)            | 1.7 (35.1)                | 3.1 (37.6)                | 6.7 (44.1)                | 10.4 (50.7)               | 14.5 (58.1)               | 18.7 (65.7)               | 21.6 (70.9)               | 20.7 (69.3)               | 17.2 (63.0)               | 11.6 (52.9)               | 6.2 (43.2)                | 2.9 (37.2)                | 11.3 (52.3)               |
| متوسط درجة الحرارة الصغرى °م (°ف) | −1.8 (28.8)               | −0.7 (30.7)               | 2.6 (36.7)                | 6.1 (43.0)                | 9.9 (49.8)                | 13.9 (57.0)               | 16.6 (61.9)               | 16.1 (61.0)               | 13.0 (55.4)               | 7.8 (46.0)                | 2.9 (37.2)                | −0.4 (31.3)               | 7.2 (44.9)                |
| الهطول مم (إنش)                   | 52 (2.0)                  | 51 (2.0)                  | 88 (3.5)                  | 116 (4.6)                 | 126 (5.0)                 | 88 (3.5)                  | 44 (1.7)                  | 53 (2.1)                  | 77 (3.0)                  | 109 (4.3)                 | 94 (3.7)                  | 64 (2.5)                  | 962 (37.9)                |
| متوسط الأيام الممطرة              | 5                         | 5                         | 8                         | 9                         | 10                        | 8                         | 5                         | 5                         | 6                         | 8                         | 7                         | 5                         | 81                        |
| [بحاجة لمصدر]                     |                           |                           |                           |                           |                           |                           |                           |                           |                           |                           |                           |                           |                           |

## توأمة
لكُونِيَة اتفاقيات توأمة مع كل من:
- نيس
- شامبيري
- ريتشارد تول [الإنجليزية]‏
- فورستنبرغ هافل
- سانتا في (12 نوفمبر 1998 - )[10]
- Contrada della Selva  [لغات أخرى]‏

## أعلام
- إنريكو كوستا
- إليسا ايزواردي
- إيريكا ماجندي
- دانييلا سانتانشي
- لوكا بيتي